# 토미 한센
토미 한센(Tommy Hansen, 1982년 3월 16일 ~ )은 체코의 포르노 배우이다.